# Massimo Meregalli
Massimo Meregalli (Turín, 15 de junio de 1952) es un profesor, zoólogo, botánico italiano. Obtuvo su licenciatura en Biología el 17 de diciembre de 1975 con una tesis sobre "Coleotteri Curculionidi ed Attelabidi delle oasi xerotermiche della Valle di Susa".
Desarrolla actividades académicas en el Instituto de Entomología Agraria y Apicultura, de la Facultad de Ciencias, Universidad de Turín, y en su Jardín Botánico.

## Algunas publicaciones
- massimo Meregalli. 1989. Dos nuevas especies de Otiorhynchus de los Montes Ibéricos (Coleoptera, Curculionidae). Two new species of Otiorhynchus in the Iberic Mouníains (Coleóptera, Curculionidae). Boln. Asoc. esp. Ent. 13: 277-285

### Libros
- sergio Antonio Vanin, fabio Gaiger, massimo Meregalli, lukasz Kaczmarek, prashant Sharma. 2005. A cladistic analysis of the genera of the tribe Entimini (Coleoptera, Curculionidae), with description of a new genus and species from the Amazonian Region. Editor Magnolia Press, 22 pp.

- massimo Meregalli. 1985. Revisione del genere Plinthus Germar (Coleoptera: Curculionidae). Volumen 5 de Memorie del Museo Civico di Storia Naturale di Verona. 133 pp.

## Honores
- La abreviatura «Mereg.» se emplea para indicar a Massimo Meregalli como autoridad en la descripción y clasificación científica de los vegetales.[3]

## Abreviatura (zoología)
La abreviatura Meregalli  se emplea para indicar a Massimo Meregalli como autoridad en la descripción y taxonomía en zoología.